# أدب سويسري

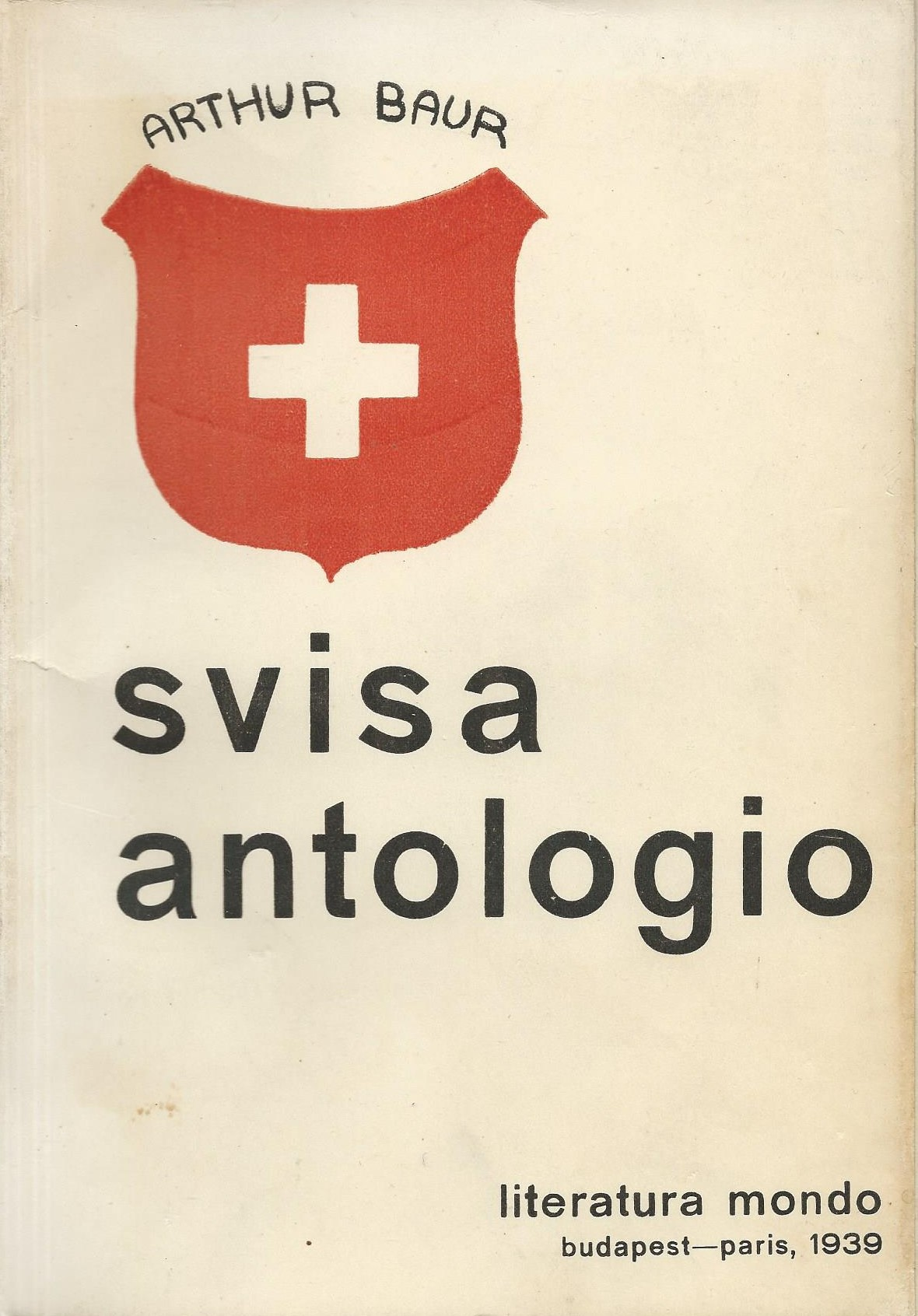
غلاف "الأنطولوجيا السويسرية"، 1939

بسبب عدم وجود لغة وطنية مسيطرة، تشكل اللغات الأربعة الأساسية وهي الفرنسية، والإيطالية، والألمانية، والرومانشية الفروع الأربعة التي تُكوِّن الأدب السويسري. انضمت إلى الاتحاد السويسري الأصلي، منذ تأسيسه عام 1291 وحتى عام 1798، بضع مقاطعات تتحدث اللغة الفرنسية فقط وتُدعى الآن باسم كانتون فريبورغ، لذلك أصبحت اللغة الألمانية اللغة المسيطرة. أثناء تلك الفترة، كُتب الأدب السويسري العامي بالألمانية، رغم أنه أثناء القرن الثامن عشر، أصبحت اللغة الفرنسية هي الرائجة في برن وأماكن أخرى. في تلك الفترة، لم تكن مدينتا جنيف ولوزان سويسريتين بعد: كانت جنيف حليفة وكانت كانتون فود تابعة لها. لم يرتق الفرع الفرنسي إلى مستوى الكتابات السويسرية حتى بعد عام 1815، عندما اكتسبت المناطق الفرنسية صفة رسمية كاملة ككانتونات سويسرية. يُعتبر الفرعان الإيطالي والرومانشي-اللاديني أقل شهرة.
أُنشِئت الرابطة الأصلية لعام 1291 باللاتينية مثل مواثيق الحرية السابقة. واُلِّفَت التحالفات اللاحقة بين الكانتونات، بالإضافة إلى الوثائق المتعلقة بالاتحاد كله -مرسوم بارسونس في عام 1370، ومرسوم سيمباك لعام 1393، واتفاق ستانس (1481) وكل خفايا المجالس التشريعية- باللغة الألمانية. الوثائق السياسية ليست أدبًا بالضرورة، ولكن اعتمدت هذه التحالفات التي سبقت الإصلاح على الموافقة العامة، وتم التعبير عنها باللغة الألمانية العامية بدلًا من اللاتينية العلمية.

## الفرع الألماني

### ظهور الأدب العامي
يحتل مغنّو المينيسانغ المرتبة الأولى من حيث التاريخ، يُقال أن عدد المغنين الموجودين في المقاطعة ممن شكلوا جزءًا من الاتحاد السويسري في العصور الوسطى يتعدَّى الثلاثين شخصًا. كانت زيورخ في ذلك الوقت (وتُسمى بزيورخ الآن أيضًا) المركز الأدبي الرئيسي للاتحاد السويسري. جمع الأب والابن من عائلة مانيسيس العديد من أغانيهما في مخطوطة محفوظة الآن في باريس. كان أبرز المغنِّين هو ماستر جون هادلوب، الذي ازدهر في النصف الثاني من القرن الثالث عشر وفي الربع الأول من القرن الرابع عشر. ثم ظهرت سلسلة طويلة من أغاني الحرب التي تحتفي بانتصارات السويسريين. ألَّف هانز هالبستر من لوسيرن أحد أقدم وأشهر هذه الأغاني احتفالًا بذكرى معركة سامباك (1386)، القريبة من مسقط رأسه. توجد أغاني أخرى مشابهة لنصر نافيل (1388) ومعركة غراندسون ومعركة مورات (وقعت كلتاهما عام 1476) أثناء حرب برغنديان. أثناء القرن الرابع عشر، حوَّل الراهب الدومينيكاني أولريش بونر العديد من الأساطير القديمة إلى أشعار.
تُعتبر السجلات التاريخية أكثر أهمية. في القرن الرابع عشر، تابع كريستيان كوكلماستر سجلات الأحداث الخاصة بدير سانت غال، في أوائل القرن الخامس عشر ظهرت السجلات التاريخية للحرب بين الأبينزيلرز (بالإنجليزية: Appenzellers) ورؤساء دير سانت غال، وفي فترة لاحقة من القرن نفسه، ظهرت سجلات كونراد جوستينغر من برن وهانز فروند (توفي عام 1469) من لوسرن، بالإضافة إلى السجلات الرائعة لستارتلغن وقصيدة بالكاد تكون أقل خيالية عن الأصل الاسكندنافي المفترض لرجال سكويز (بالإنجليزية: Schwyz) وأوبر هازل، وألفهما إيلوغيوس كيبرغر من برن (توفي عام 1506).
في القرن الخامس عشر أيضًا، ظهر ذا وايت بوك أوف سارنين (بالإنجليزية: The White Book of Sarnen) وأول أغنية لويليام تيل، التي أدت إلى ظهور الأسطورة المعروفة، بالإضافة إلى المسرحية اللاحقة المُسمَّاة بأورنرشبيل (بالإنجليزية: Urnerspiel) التي تتناول الموضوع عينه. شهدت الحرب البرغندية ظهورًا كبيرًا للحماس التاريخي على شكل سجلات تاريخية كتبها كل من ديبولد سكيلينغ من برن (توفي عام 1486)، وملشيور راسيل (توفي عام 1499)، وديبولد شيلينغ الأصغر (توفي بين عامي 1516 و1523) وبيتيرمان إيتيرلن (توفي عام 1509)، ثلاثتهم من لوسيرن بالإضافة إلى جيرولد إدليباخ (توفي عام 1530) من زيورخ، وجوان لينز من بروغ (توفي عام 1541). يوجد أوصاف للاتحاد باللغة العامية أيضَأ كتبها ألبرت فون بونستيتين من اينسيديلن (1479) وكونراد تراست من زيورخ (1496)، الذين نُدين له بأول خريطة للبلاد (1495- 1497).
كتب المدافعون السويسريون عن حقوق الإنسان باللغة اللاتينية، وكذلك فعل المصلحون، رغم كون الإنجيل في زيورخ استثناء. ألَّف نيكولاس مانويل (1484-1530)، وهو من سلالة من برن، قصائد هزلية باللغة الألمانية ضد القس، بينما كتب فاليريوس أنشيلم (توفي عام 1540)، وهو من برن أيضًا، أحد أفضل السجلات التاريخية السويسرية. لم ينشر إيجيديوس تشودي من غلاروس، رغم نشاطه الأدبي العظيم، سوى عمل ألماني واحد طوال حياته، وهو ذا أورالت وارافليك ألبيش راتيا سام بت ديم تراكب دير شى يثقثى ألبيبيرجن (بالألمانية: Uralt warhaffliq alpisch Rhaetia sam pt dem tract der anderen alpgebirgen) (1538) بالإضافة إلى خريطة سويسرا (في العام ذاته). نشر سباستيان مونستر، الذي كان سويسريًا بالتبني، كتاب كوزموغرافيا (بالإنجليزية: Cosmographia) بالألمانية (1544)، وتُرجِم العمل إلى اللاتينية عام 1550. بينما كتب السويسري بالولادة كونراد جيسنر كل أعماله باللاتينية، وظهرت الترجمات الألمانية بعد حين.
العمل الأول الأهم والأصلي باللغة الألمانية هو تاريخ سويسرا ووصفها الرائع والمفَصَّل، الذي كتبه جوان شتومبف لتلك البلدة عام 1548 في زيورخ. ولكن كتب جوسياس سيملر، الذي تابع عمل شتومبف بعد وفاته، كل أعماله الجغرافية واللاهوتية باللغة اللاتينية. نحت ماثيو ميريان العديد من الألواح الجدارية للكنيسة التي كُتب عنها في عدد من المجلدات (1642-1688) ضمن الطبوغرافيا العامة، ووصف المجلد الأول سويسرا، بينما احتوت بقية المجلدات على نص باللغة الألمانية كتبه النمساوي مارتن تسيلر. ميزت السير الذاتية التي كتبها العالم الذي يعود أصله إلى كانتون فاليز توماس بلاتر (1499-1582) ذلك العصر، بالإضافة إلى مذكرات ابنه الأكثر تميزًا فيليكس (1536-1614)، وكتب كل منهما باللغة الألمانية، لكن كتاباتهما لم تنشر إلا بعد مرور وقت طويل.

## الفرع الإيطالي
أكثر ما يميز سويسرا الإيطالية هو فنانوها، بينما يخضع الأدب الخاص بها بشكل رئيسي إلى تأثيرات إيطالية قوية، ولا يخضع لأي تأثيرات ذات طبيعة سويسرية واضحة. قدَّم ستيفانو فرانسيني (1796-1857) لموطنه، خصوصًا في مجال التعليم، إذ أضاف عمله الرئيسي المنشور (1835) قيمة عامة للكانتون. ولكن لم يكن ذلك بقدر قيمة الكتاب الذي ألفه لويجي لايزاري (1814-1875) بعد فترة من الزمن، والذي يحمل عنوان إسكورسيوني نيت كانتون تيسينو (بالإيطالية: Escursioni net cantone Ticino) (1861)، ويُعتبر مثاليًا من كل النواحي.
يمثل كل من أنجيلو باروثو (توفي عام 1893) وإيميليو موتا العلوم التاريخية، إذ ساهم موتا بشكل كبير في كتاب بوليتينو ديلا سفيتزيرا إيتاليانا (بالإيطالية: Bollettino della Svizzera Italiana) (بدءًا من عام 1879)، الذي كان تاريخيًا بشكل رئيسي، ويركز بشكل كبير على الأمور الأدبية والتاريخية المرتبطة بكانتون. لم يزدهر فن كتابة الروايات في تيسينو. لكنه أخرج عددًا كبيرًا من الشعراء مثل بييترو بين (1794-1869) الذي ترجم النشيد الوطني السويسري إلى الإيطالية، والشاعر جي بي بوزي (1825- 1898)، وجيوفاني إيرولدي (توفي قبل عام 1900) وكارلو سيوكاري (1829- 1891)، كان كل من إيرولدي وبوزي كاتبا شعر مُغَنَّى، بينما كان الثالث كاتب مسرحيات. من المغنين الأصغر سنًّا فرانسيسكو تشيزا (1871-1973) وإم. إي. نيسي.
من الشعراء المعاصرين جيورجيو أوريلي (1921- 2013) ونسيبه جيوفاني أوريلي (1928- 2016)، وألبيرتو نيسي (ولد عام 1940) وفابيو بوستيرلا.